# Ardea goliath
Il golia, airone golia o  airone gigante (Ardea goliath, Cretzschmar 1827) è un uccello dalla famiglia Ardeidae.

## Descrizione

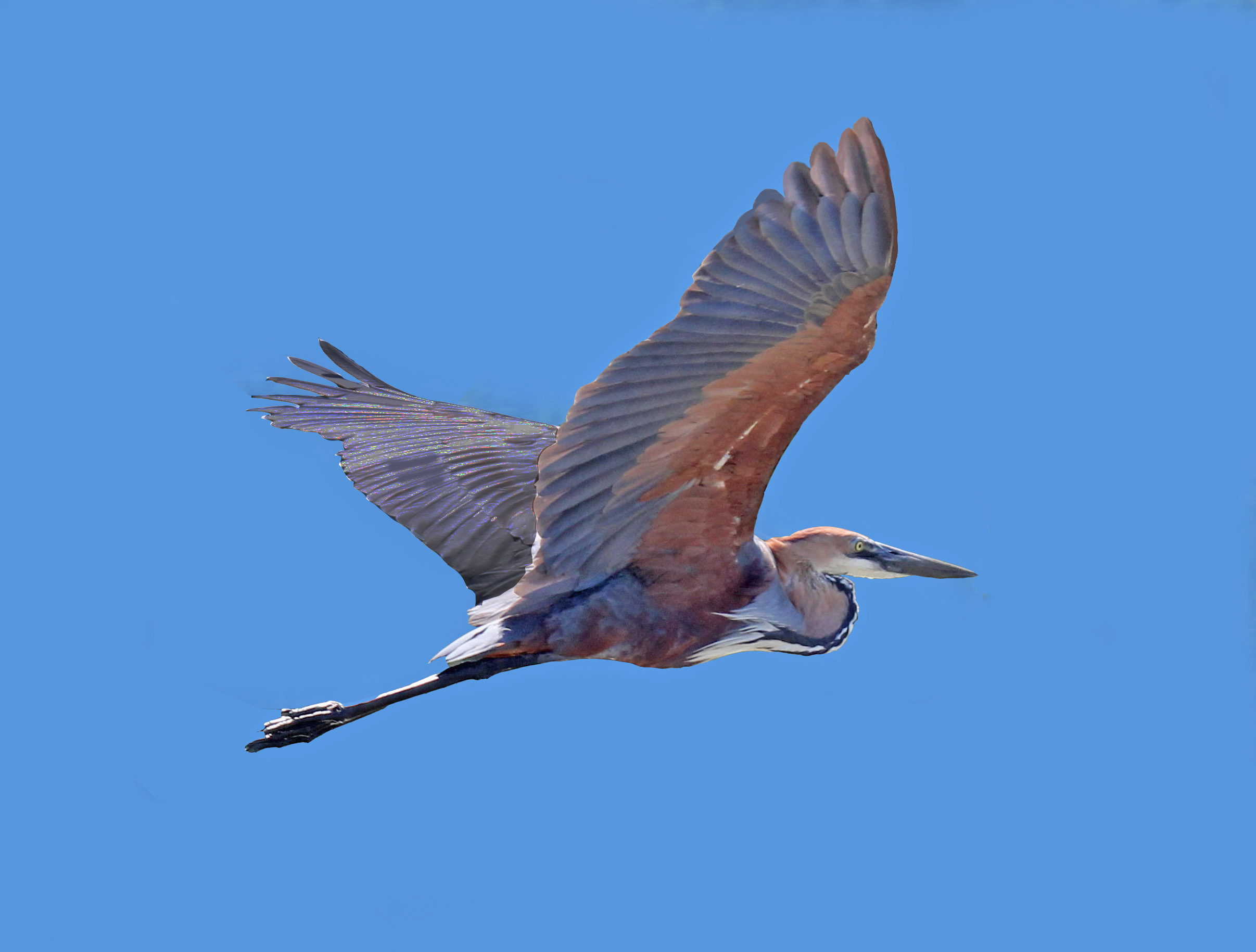
Esemplare in volo

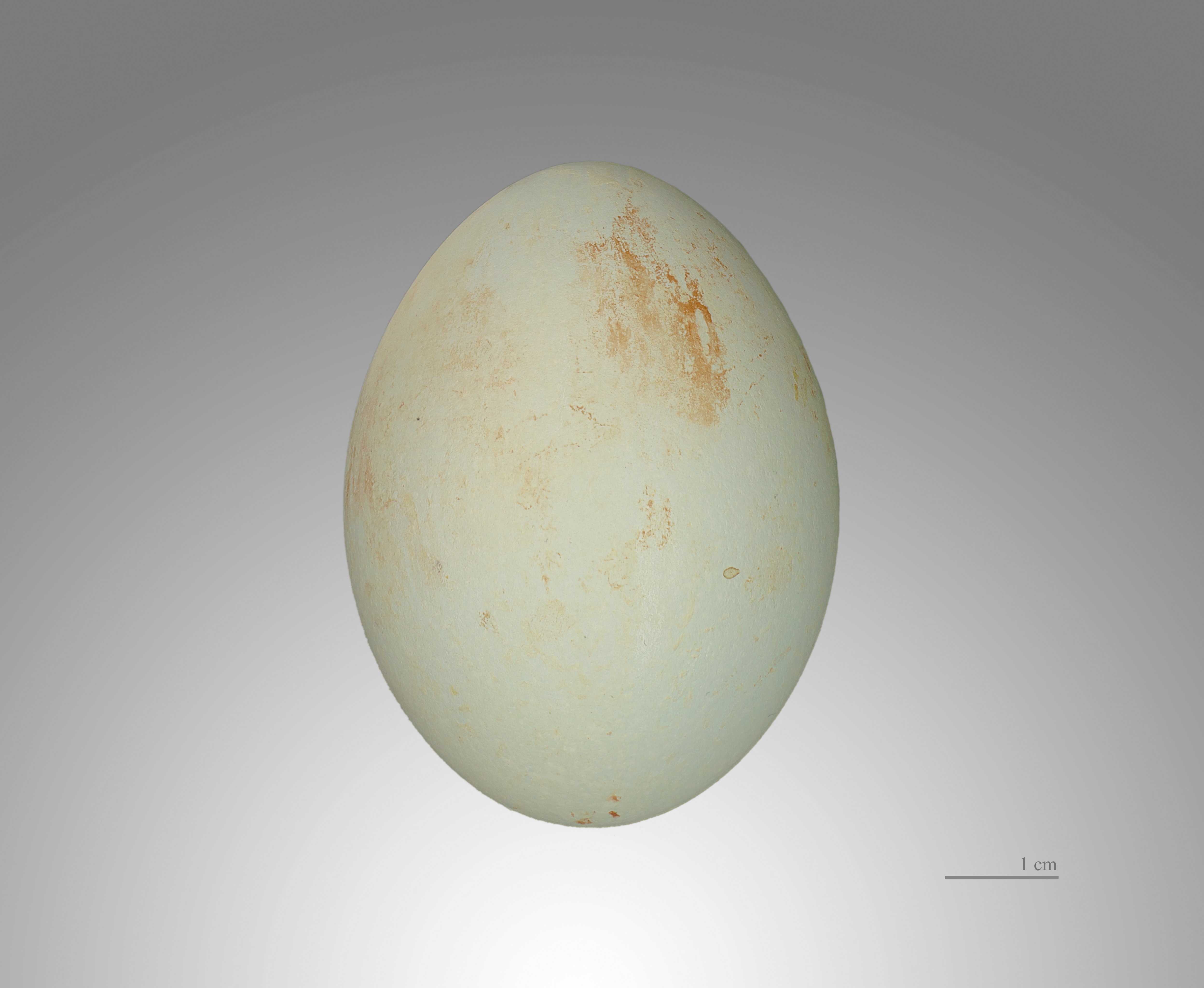
Un uovo di Ardea goliath

La lunghezza totale può superare i 140 cm, compresa la coda che misura circa venti centimetri; l'apertura alare raggiunge i 230 cm.
Il piumaggio è color rosso-cannella sulla testa, sulla parte anteriore del collo, nel centro del petto e sul ventre, mentre il dorso e il resto del petto sono grigio-cenere, la regione del collo corrispondente alla trachea è bianca.
Gli occhi hanno una colorazione giallastra con un anello perioculare violetto, le redini verdi, la mascella superiore nera, l'inferiore giallo-verdiccia alla punta e violetta alla radice, e il piede nero.

## Biologia e comportamento
Il golia è diffuso in Africa centrale. È un animale solitario che vive nei pressi delle acque, di indole molto timida  e cauta, vola lentamente e si ciba di pesci, rettili, piccoli mammiferi, uccelli e simili.
Il suo verso è roco.